# 10350 Spallanzani
10350 Spallanzani è un asteroide della fascia principale. Scoperto nel 1992, presenta un'orbita caratterizzata da un semiasse maggiore pari a 2,6408744 UA e da un'eccentricità di 0,1336993, inclinata di 5,24802° rispetto all'eclittica.
L'asteroide è dedicato a Lazzaro Spallanzani, naturalista italiano noto per la sua confutazione della generazione spontanea della vita.